# نادژدا اولیانوفسکایا
نادژدا اولیانوفسکایا (روسی: Надежда Авксентьевна Ульяновская؛ زادهٔ ۶ نوامبر ۱۹۶۶) بازیکن فوتبال اهل اتحاد جماهیر شوروی سوسیالیستی است.